# مقاطعة أوردوباد
مقاطعة أوردوباد (بالأذرية: Ordubad rayonu) الوحدة الإدارية والإقليمية لجمهورية نخجوان الذاتية في أذربيجان. المركز الإداري هي مدينة أردوباد.

## تاريخ المقاطعة
ذكر اسم المنطقة لأول مرة في مصادر تعود إلى القرن الخامس الميلادي. مقاطعة أوردوباد تشترك في الحدود مع جمهورية إيران الإسلامية في الجنوب، وأرمينيا في الشمال والشرق، ومنطقة جولفه في الغرب. مساحتها هي 972 كم، نسامتها هي خمسين ألف.
المركز الإداري مقاطعة - مدينة أوردوباد نظرا لأهميتها هي أكبر مقاطعة ثالثة بعد نخجوان وجولفا.
في عام 2001 أعلنت المدينة مرشحة لقائمة التراث العالمي لليونسكو.
في 1869 كان موجدة 810 بيت في المدينة. في 1875 كان يعيشون في مدينة أوردوباد 5 الأف شخصا، منهم 4700 مسلمون.
أصبحت مدينة أوردوباد أكثر شهرة كمركز التجاري واقتصادي. كان يعتر المدينة أكبر مقاطعة ثالثة بعد نخجوان وجولفا ومذكورة في عدد من المصادر باسم «مدينة المحافظة».

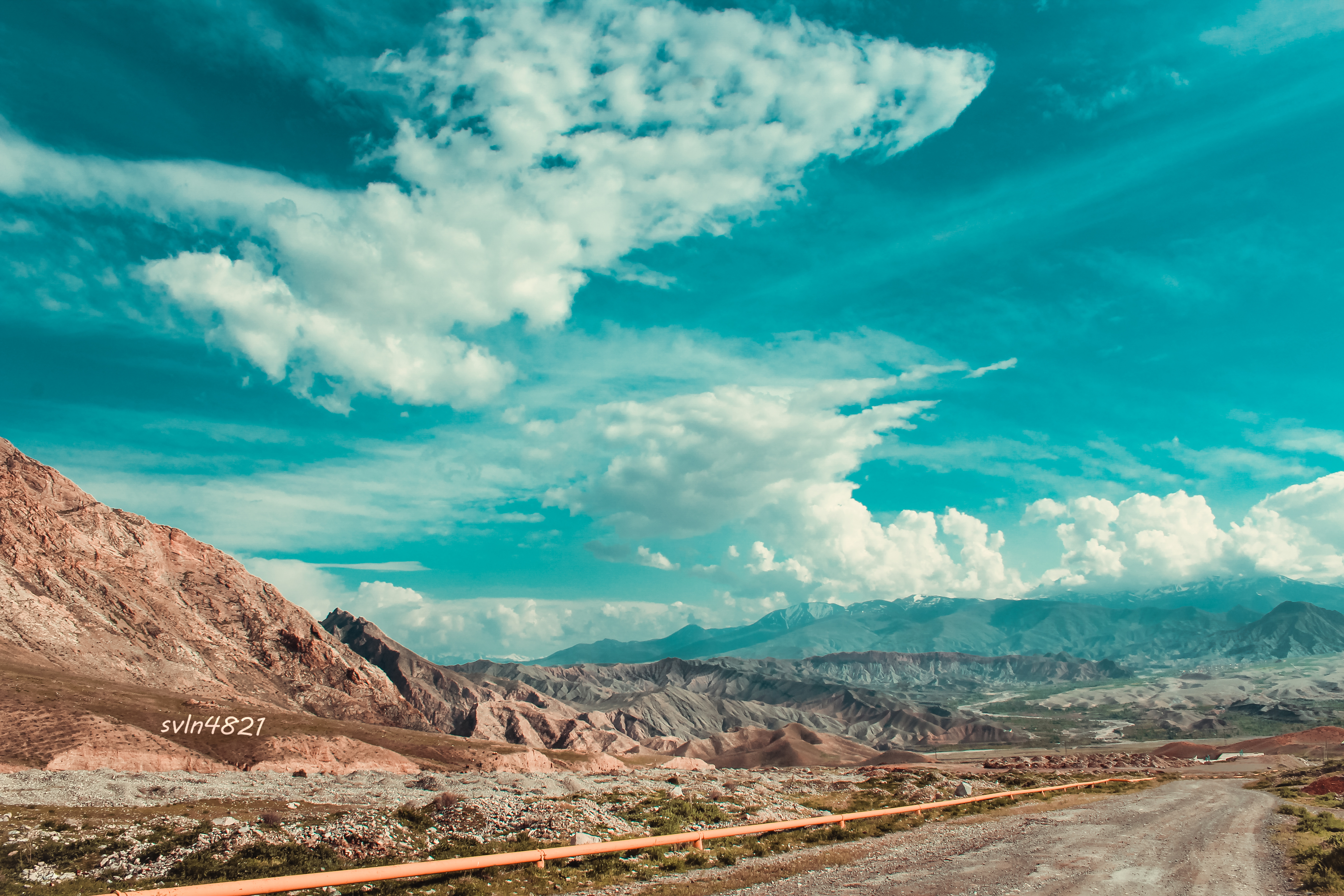
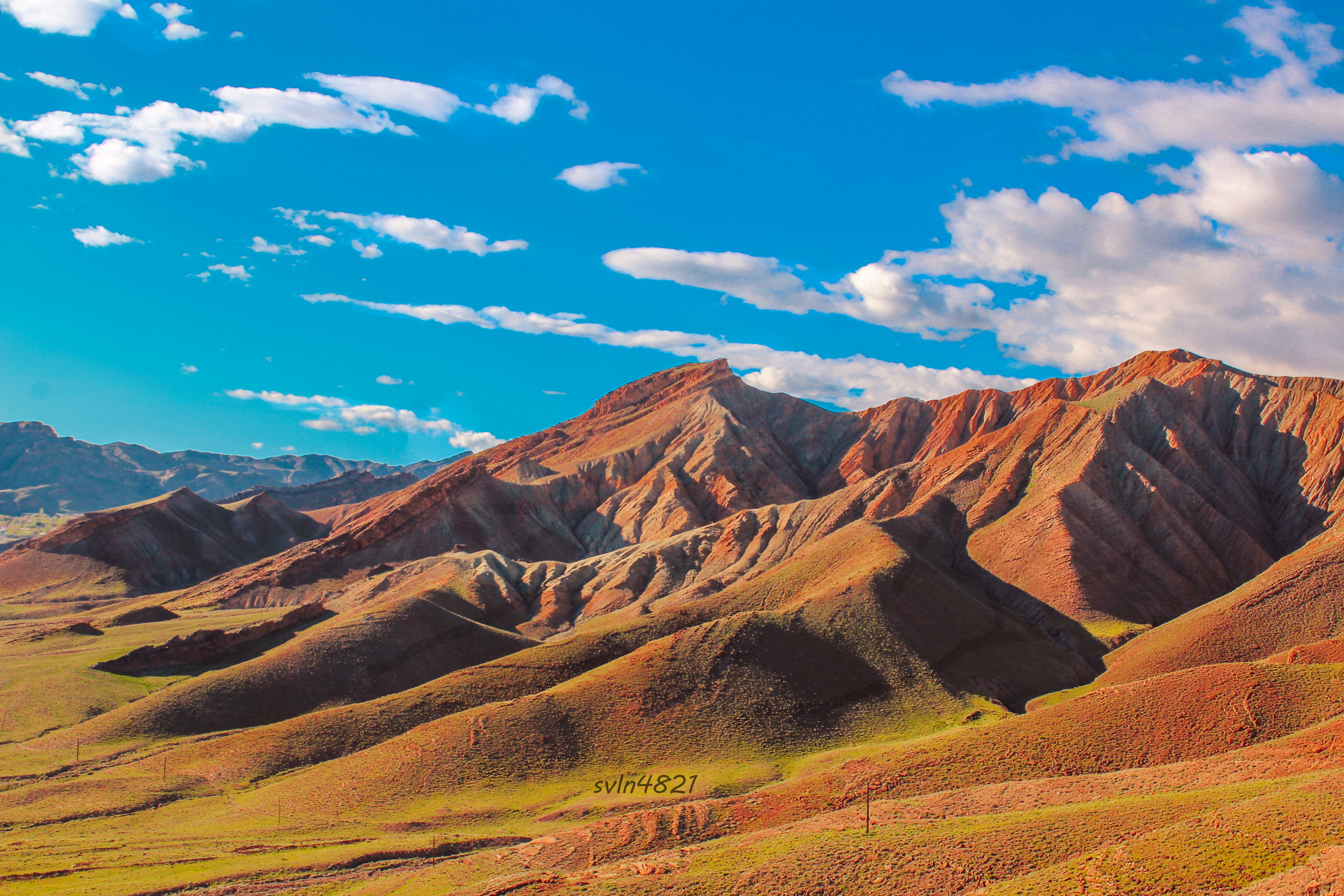
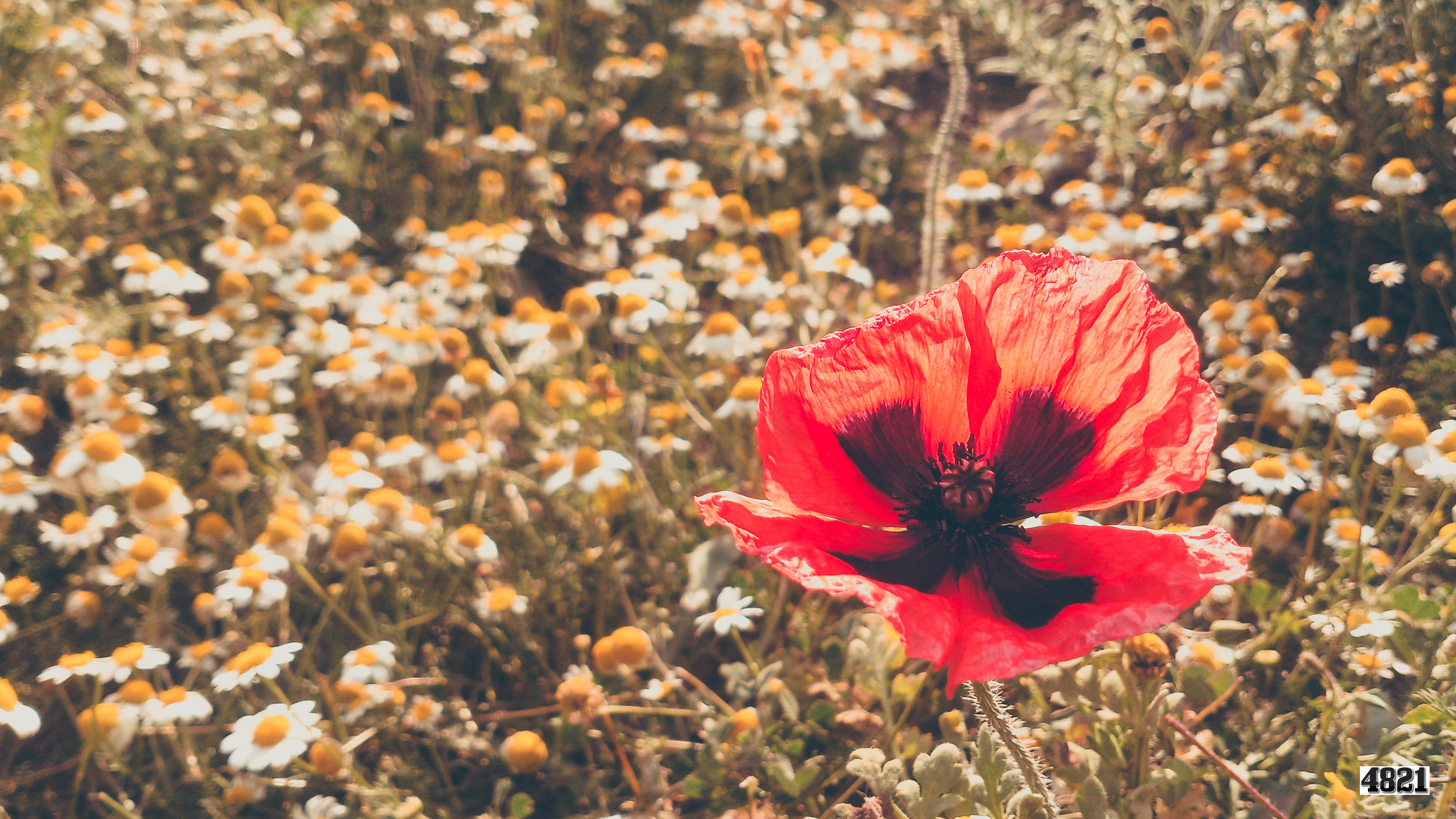
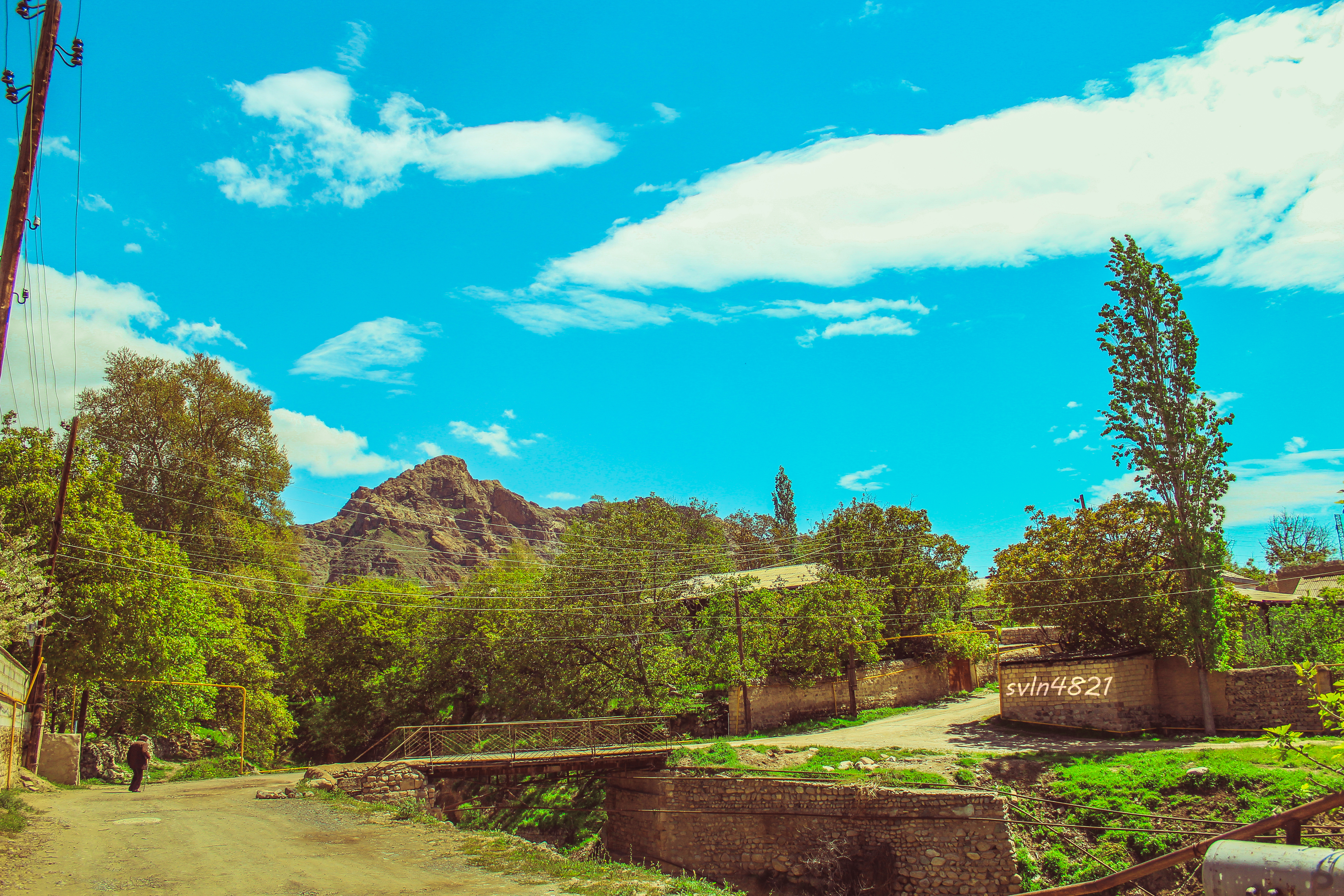
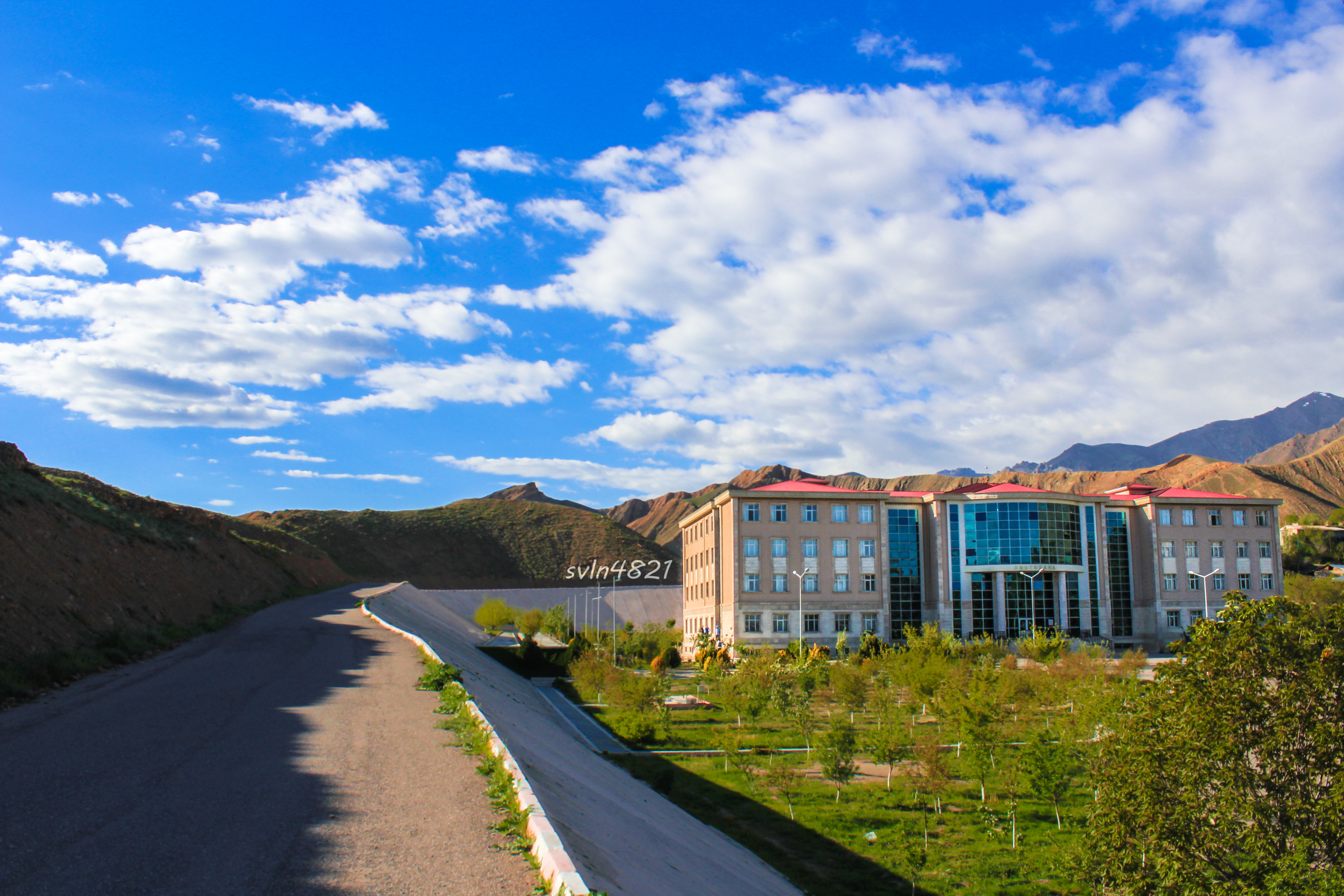